# Angelo De Martini

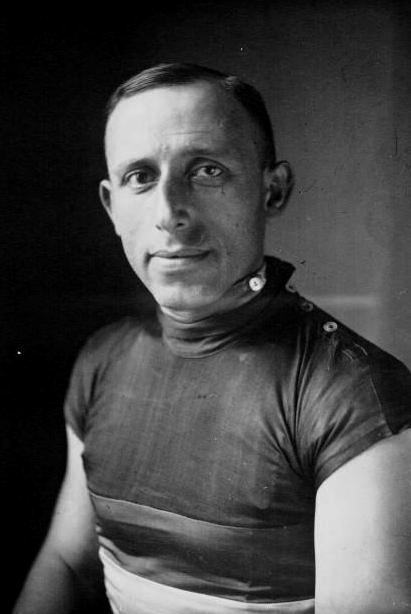
Angelo De Martini (1931)

Angelo De Martini (* 24. Januar 1897 in Villafranca di Verona; † 17. August 1979 in Verona) war ein italienischer Radrennfahrer und Olympiasieger im Radsport.

## Sportliche Laufbahn
De Martini war Teilnehmer der Olympischen Sommerspiele 1924 in Paris und gewann mit dem italienischen Vierer die Goldmedaille in der Mannschaftsverfolgung gemeinsam mit Alfredo Dinale, Aurelio Menegazzi und Francesco Zucchetti.  Er startete auch im Punktefahren und wurde beim Sieg von Jacobus Willems auf dem 4. Rang klassiert. 1924 gewann er die nationale Meisterschaft im Sprint der Amateure.

## Berufliches
Nach seiner aktiven Laufbahn konstruierte De Martini Fahrräder, speziell Rahmen für Rennräder. Sein Geschäft wurde 1943 während des Zweiten Weltkrieges zerstört.